# London Stereoscopic and Photographic Company
La London Stereoscopic and Photographic Company est fondée en 1854 par George Swan Nottage et Howard John Kennard . Connue initialement sous le nom de London Stereoscope Company, elle change son nom en 1856 pour devenir la London Stereoscopic Company, puis en mai 1859, la London Stereoscopic and Photographic Company. Cependant, elle est généralement appelée la London Stereoscopic Company (LSC).

## Histoire
L'entreprise s'installe, à l'origine, au 313 Oxford Street, avec un agent, William Williams, au 29 Moorgate Street. Il ouvre rapidement sa propre succursale dans la ville de Londres au 54 Cheapside, qui est enregistré pour la première fois en 1856. Le magasin d'Oxford Street déménage au 108–110 Regent Street en 1866–1867. 
Le slogan publicitaire de la London Stereoscopic and Photographic Company est "Un stéréoscope dans chaque foyer". L'entreprise vend, en deux ans, plus de 500 000 stéréoscopes et compte à son catalogue plus de 10 000 clichés de cartes stéréoscopiques. En 1858, l'entreprise affirme avoir 100 000 vues disponibles.
Les sujets sont très variés : monuments anglais, vues exotiques de lieux lointains, tableaux humoristiques, scènes de la vie quotidienne. Des photographes sont envoyés dans le monde entier pour ramener ces photos. Par exemple, le  photographe en chef William England produit les vues stéréoscopiques du paysage américain en 1859. L'entreprise prétend également avoir les seuls photographes de l'Exposition universelle de 1862. Rien qu'en 1862, la société vend un million de vues stéréoscopiques.
L'entreprise est très réactive. Par exemple, lorsque l'engouement pour les cartes stéréoscopiques diminue vers la fin des années 1860, la London Stereoscopic and Photographic Company se diversifie et vend des cartes de visite avec portraits (c'est à cette époque que le mot Photographic est ajouté à sa raison sociale).[réf. nécessaire] Plus tard, l'entreprise vend des appareils photographiques, des papiers photographiques comme des plaques de verre. En 1878, l'entreprise acquiert les droits pour la commercialisation du phonographe d'Edison.[réf. nécessaire]

## Liquidation
Après la Première Guerre mondiale, la mode des photographies stéréoscopiques diminue fortement. En 1922, après près de 70 ans d'activité, la London Stereoscopic Company est mise en liquidation judiciaire. Des milliers de négatifs sur verre grand format sont détruits pour être recyclés, mais en 1947, environ 40 000 négatifs plus petits sont acquis par la Hulton Picture Library (qui fait maintenant partie de Getty Images).
La London Stereoscopic Company est dissoute en 1922, bien qu'une entreprise portant le même nom ait été créée en 2005, détenue par le guitariste de rock Brian May ,

## Photographes
Les principaux photographes sont William England, Thomas Richard Williams et Edouard Pocock (1843-1905).
Des tirages des photographies de Robert Howlett ont été publiés après sa mort en 1859.